# 20-мм пушки «Эрликон»
20-мм пушки «Эрликон» (нем. Oerlikon) — семейство зенитных и авиационных малокалиберных автоматических пушек калибра 20 мм.

## Тактико-технические характеристики
20-мм автоматическая зенитная пушка образца 1934 года обладает следующими характеристиками:
масса:
- орудия — 68 кг;
- снаряда — 120 г.

досягаемость:
- по высоте — 3 км;
- по дальности — 4,4 км;

- скорострельность — 450 выстрелов в минуту.

## Предыстория
В ходе Первой мировой войны немецкие инженер Август Коэндерс и предприниматель Рейнхольд Беккер разработали автоматическую пушку калибра 20 мм, автоматика которой основана на свободном затворе и опережающем воспламенении капсюля. В пушке применялся патрон типоразмера 20 × 70 мм, скорострельность достигала 300 выстрелов в минуту. Новая пушка нашла применение в качестве авиационной и зенитной модификаций, но как-либо заметно повлиять на ход боевых действий новинка не успела, так как война уже заканчивалась.
В соблюдение запретов на разработку оружия в Германии, наложенных Версальским договором, патенты на изобретение вместе с конструкторскими работами переместились в швейцарскую фирму SEMAG (нем. Seebach Maschinenbau Aktien Gesellschaft), расположенную под Цюрихом. SEMAG улучшила пушку Беккера и в 1924 году выпустила вариант под более мощный патрон 20 × 100 мм с несколько увеличенной скорострельностью, достигавшей теперь 350 выстрелов в минуту.

## Разработка
В 1924 году компания SEMAG разорилась. Фирма «Эрликон», названная так по месту расположения — пригороду Цюриха, приобрела права на разработку орудия, производственные мощности и получила коллектив квалифицированных рабочих, трудившихся до того времени в компании SEMAG.
Конструктором новой модификации стал австрийский инженер, бывший военный лётчик, изобретатель и рационализатор Антуан Газда. Одновременно Газда выступал в роли посредника между британской стороной и американцами в части организации серийного производства орудий в США для Британской империи.
Испытания в США пробной партии «Эрликонов», закупленных в ознакомительных целях Главным управлением вооружения Армии США, проходили на Абердинском испытательном полигоне (там же испытывались 23-мм модификации датской пушки «Мадсен», немецкие 2 cm FlaK 30 производства «Рейнметалл» и 20-мм французские «Испано-Сюиза», — образцы «Эрликон» и «Испано-Сюиза» были позаимствованы во временное пользование у Главного управления вооружения ВМС США).

## Производство

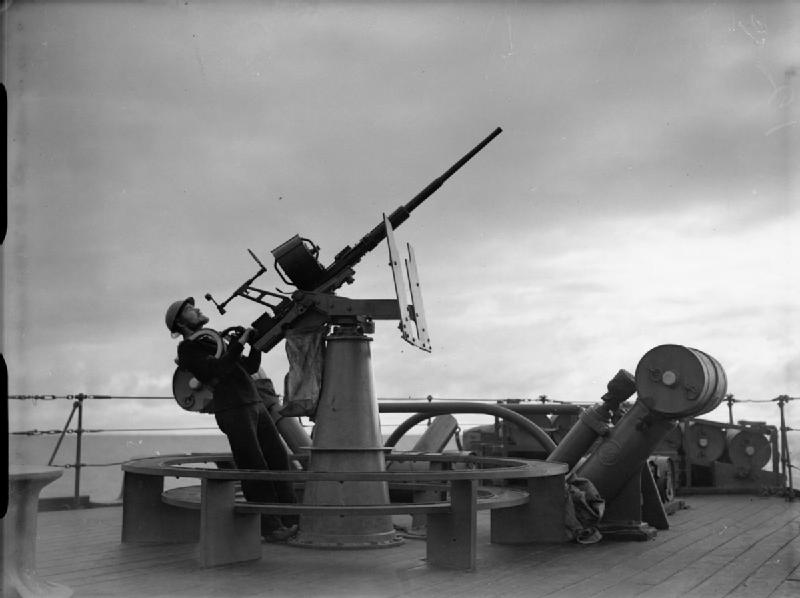
«Эрликон» на борту лёгкого крейсера КВМФ Великобритании HMS Hermione, 1942 год.

Лицензированным (с выплатой причитающихся лицензионных платежей держателю патента — компании Werkzug Mashinenfabrik Oerlikon) и нелицензионным производством 20-мм пушек «Эрликон», помимо компании-разработчика, занимались следующие компании:

### США
Подрядчики первой очереди (государственный сектор)
- Уотервлитский арсенал Армии США (производство и рифление стволов)[6].

Подрядчики первой очереди (частный сектор)
- Hudson Motor Car Company (33201 корабельных установок для флота; пик производства — 2330 орудий в месяц, сентябрь 1943 г.)[7];
- General Motors Corporation, Pontiac Motor Division[8][9];
- Westinghouse Electric Manufacturing Company[10].

Компания «Хадсон» опережала производственный план по выпуску пушек во много раз. При заводе «Понтиак» была организована общевойсковая школа подготовки технических специалистов по эксплуатации и обслуживанию зенитной артиллерии типа «Эрликон» и «Бофорс». Кроме того, инженерами «Понтиак» был внесён ряд мелких конструктивных изменений по просьбам военнослужащих, в частности переделан плечевой упор для лучшего поглощения отдачи, а также задняя стойка прицела для прицеливания левым глазом.

### Великобритания

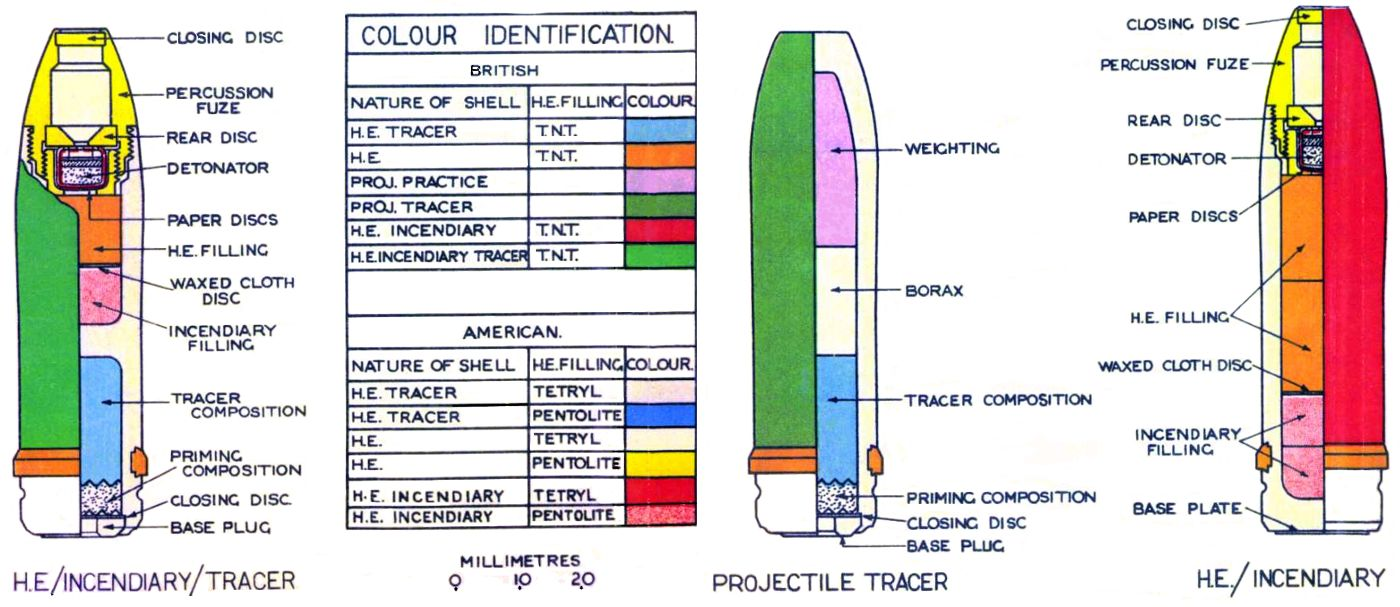
Устройство и маркировка 20-мм снарядов пушки «Эрликон» британского производства (слева направо): осколочно-зажигательный трассирующий, практический трассирующий (учебный), осколочно-зажигательный.

Контрафактное производство схожей по конструкции пушки было налажено[когда?]

 британским контрабандистом Деннисом Кендаллом на заводе в Грантеме, графство Линкольншир, для оснащения истребителей Королевских военно-воздушных сил Великобритании.

## Развитие

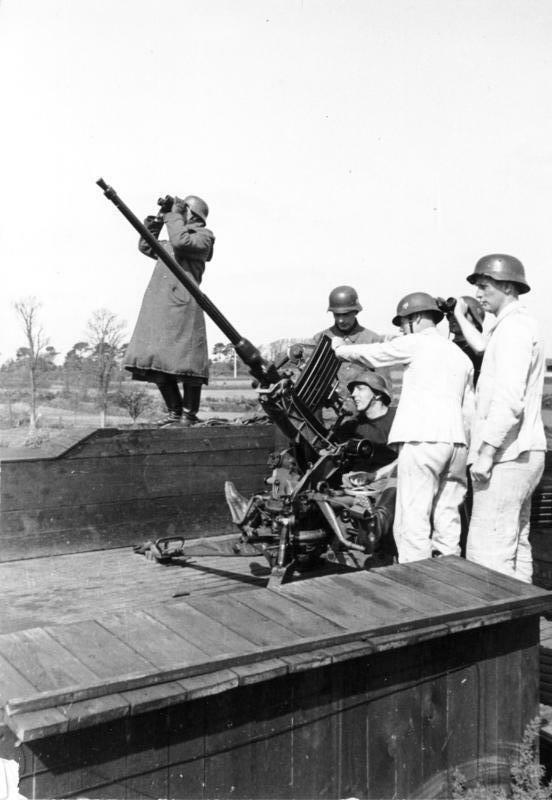
«Эрликон» на германской службе в оккупированной Франции в 1941 году: лёгкое зенитное орудие 2 cm FlaK 28 — немецкая версия пушки «Эрликон» для сухопутных войск, выпускавшаяся в Германии по лицензии.

К 1927 году фирма «Эрликон» разработала и поставил на конвейер модель, названную «Эрликон» S (тремя годами позже ставшую просто 1S). Пушка создана под более мощный патрон 20 × 110 мм и характеризовалась более высокой начальной скоростью снаряда 830 м/с, что сопровождалось увеличением массы конструкции и снижением скорострельности до 280 выстрелов в минуту.
В 1935 швейцарцы сделали ещё один качественный шаг в развитии авиапушек. Новый вид пушки Flügelfest (нем. flügelfest — крыльевая) получил три варианта, под обозначениями «FF», «FFL» и «FFS».
Улучшением в пушках стало снижение массы изделия, увеличение скорострельности и начальной скорости снаряда. Впрочем, перезарядка в воздухе пока что оставалась труднопреодолимым препятствием, поэтому боекомплект был увеличен путём прямого увеличения ёмкости магазинов. Изготавливались варианты на 45, 60, 75 и 100 патронов, из которых самым ходовым стал 60-патронный вариант.
В 1930-е годы ряд фирм разных стран приобрёл лицензию на новые «Эрликоны». Французская «Испано-Сюиза» начала выпускать свою модификацию «FFS». Германия развила «Эрликон» FF до весьма удачной модели авиапушки MG FF. Императорский флот Японии принял на вооружение «Эрликоны» Тип 99-1 и Тип 99-2, представлявшие собой развитие моделей «FF» и «FFS» соответственно.

## Операторы
- Кения — некоторое количество орудий Oerlikon остаются на вооружении, по состоянию на 2021 год[15].

## Применение в вооруженных конфликтах и войнах

### Вторая мировая война

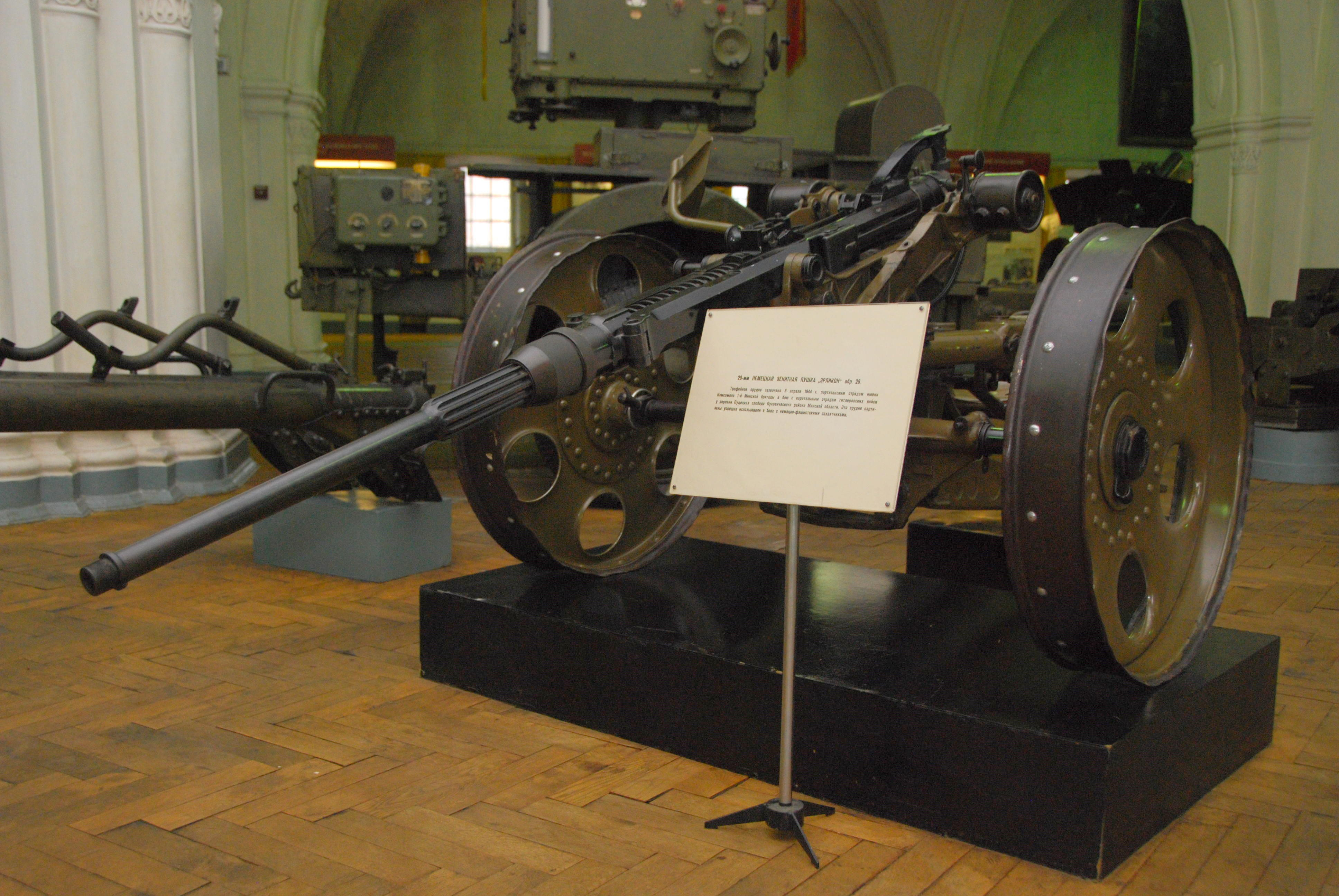
Трофейный немецкий «Эрликон» — 2 cm FlaK 28 на колёсном лафете в Артиллерийском музее Санкт-Петербурга.

Качественно улучшенную серию «FFS» («Эрликон» SS) фирма «Эрликон» запустила в 1938 году. Эта модель и особенно её разновидности периода уже Второй мировой войны (1SS — 1942 г., 2SS — 1945 г.) выдавали скорострельность до 650 выстрелов в минуту.
Данная модель массово применялась на кораблях американского и английского флотов в качестве зенитного орудия. Также, модифицированный вариант монтировался в открытой вращающейся турели на аэроглиссере (аэросанях-амфибии) Sea Skimmer — «охотнике за подводными лодками», в качестве его основного стрелково-пушечного вооружения.

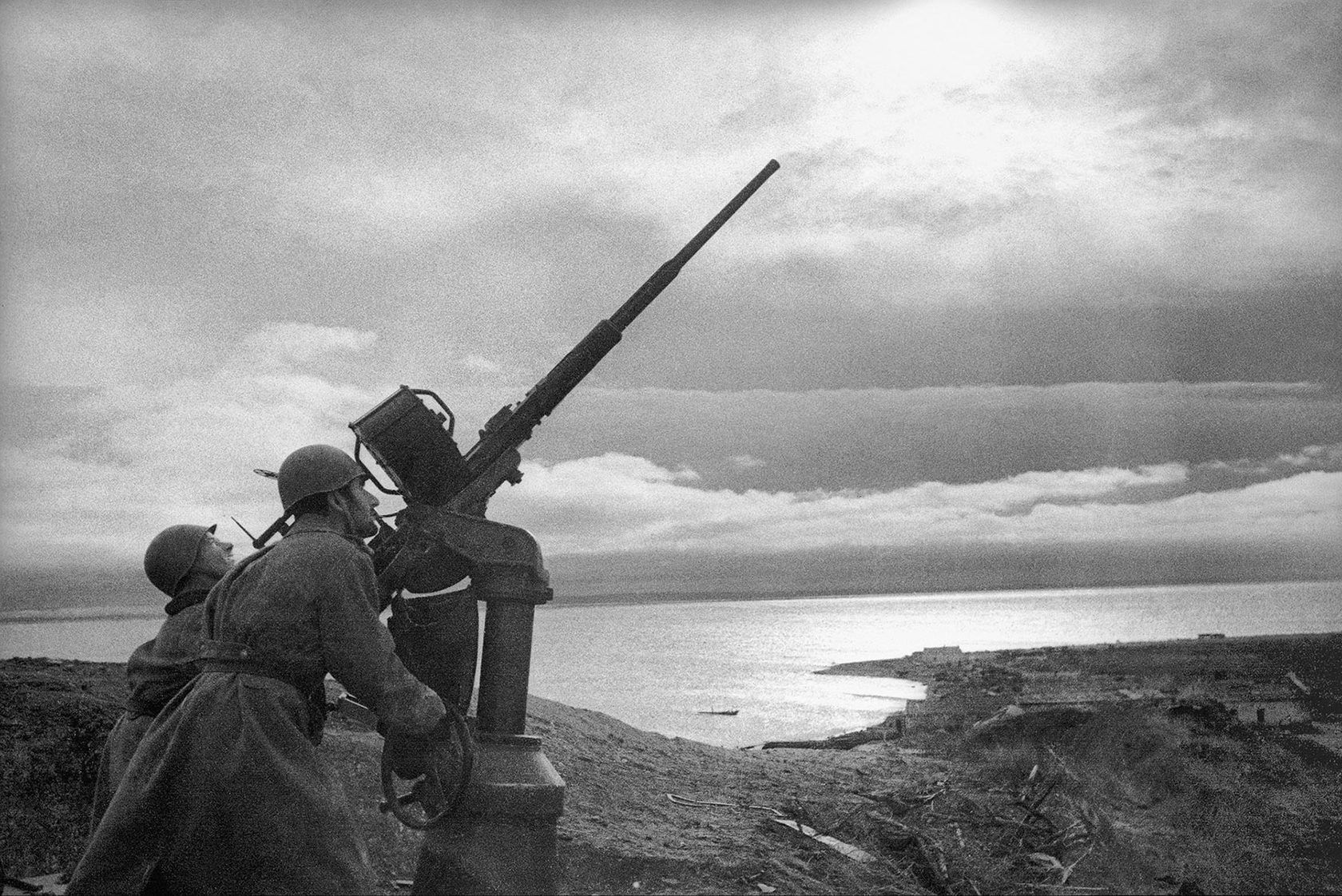
Советская 20-мм зенитная пушка «Эрликон» в 1944 году («Эрликоны» поставлялись в СССР во время Великой Отечественной войны по ленд-лизу).

В ходе Второй мировой войны выявилась низкая эффективность зенитных автоматов калибра 20—25 мм. Поражающее действие малокалиберного снаряда «Эрликона» было слишком незначительным и недостаточным для надёжного уничтожения даже истребителя, не говоря уже о бомбардировщиках, а скорострельность автоматов того времени не обеспечивала требуемую плотность огня. Дальность стрельбы позволяла обстреливать авиацию лишь на ближней дистанции, часто после того, как самолёты уже применили своё оружие. Уже в 1943 году одиночный зенитный автомат признавался недостаточно эффективным средством противовоздушной обороны. Поэтому, например, всё чаще эрликоны применялись в спаренной комплектации.

### Афганская война
В ходе Афганской войны было отмечено применение пушек «Эрликон» отрядами афганских моджахедов. Первые поставки «Эрликонов» зафиксированы в январе 1985 года.
12 июля 1987 года группа специального назначения 186-го отдельного отряда специального назначения 22-й обрспн, под командованием старшего лейтенанта Олега Онищука, уничтожила караван, в котором, кроме нескольких десятков единиц стрелкового вооружения, нескольких миномётов, гранатомётов и множества боеприпасов, была захвачена у противника 20-мм автоматическая зенитная пушка «Эрликон» в полной комплектации и с сопутствующей документацией. За это Онищук был награждён орденом Красного Знамени.

## В массовой культуре
В фильме «Громобой и Скороход» герой Клинта Иствуда использует 20-мм пушку «Эрликон» при ограблении хранилища с деньгами.